# Liste der k.k. Finanzminister ab 1848
Bei der Liste der k.k. Finanzminister ist die Zeit von 1848 bis 1867 (Kaisertum Österreich) und 1867 bis 1918 (Österreich-Ungarn) zu unterscheiden. Vor 1867 war der k.k. Finanzminister (auch k.k. Minister der Finanzen) für das Gesamtreich zuständig, ab dem österreichisch-ungarischen Ausgleich von 1867 nurmehr für die im Reichsrate vertretenen Königreiche und Länder (Cisleithanien).

## K.k. Finanzminister im Kaisertum Österreich
K.k. Finanzminister im Kaisertum Österreich waren:
- Philipp von Krauß, wurde am 2. April 1848 zum k.k. Finanzminister ernannt und blieb dies den starken politischen Umwälzungen dieser Jahre zum Trotz bis zum 26. Dezember 1851
- Andreas von Baumgartner (1793–1865), k.k. Minister für Handel, Gewerbe und öffentliche Bauten, ab 26. Dezember 1851 auch k.k. Finanzminister
- Karl Ludwig von Bruck (1798–1860), k.k. Finanzminister 1855–1860. Er war in dieser Zeit Initiator der Gründung der K.k. privilegierten Österreichischen Creditanstalt für Handel und Gewerbe (1855; siehe Creditanstalt-Bankverein) sowie Förderer des Eisenbahnbaus.
- Ignaz von Plener (1810–1908), k.k. Finanzminister ab 1860. Aus Protest gegen die Sistierung der Verfassung trat er 1865 zurück.
- Ludwig von Holzgethan (1800–1876), Minister-Stellvertreter für Finanzen nach dem Rücktritt Pleners
- Johann Larisch von Moennich (1821–1884), k.k. Finanzminister vom 27. Juli 1865 bis 21. Jänner 1867
- Franz Karl Becke (1818–1870), k.k. Finanzminister vom 7. Februar 1867 bis 23. Dezember 1867, nach dem Österreichisch-Ungarischen Ausgleich von 24. Dezember 1867 bis zu seinem Tod gemeinsamer Finanzminister der Doppelmonarchie.

## K.k. Finanzminister (für Cisleithanien)
Nach dem österreichisch-ungarischen Ausgleich von 1867 hatte jede der beiden Reichshälften ihre eigene Regierung mit einem eigenen Finanzminister, den k.k. Finanzminister für Cisleithanien und den k.u. Finanzminister für Transleithanien. Von diesem Dualismus ausgenommen waren lediglich das k.u.k. Ministerium des kaiserlichen und königlichen Hauses und des Äußeren,  das k.u.k. Kriegsministerium (bis 1911 Reichskriegsministerium) und – zur Finanzierung von Außenpolitik, Armee und Marine – das Gemeinsame Finanzministerium, zuvor Reichsfinanzministerium, deren Leiter ohne Vorschlag eines Ministerpräsidenten vom Kaiser und König bestimmt wurden.
K.k. Finanzminister (zuständig für Cisleithanien) waren:
- Rudolf Brestel (1816–1881), von 30. Dezember 1867 (Ernennung durch Kaiser Franz Joseph I.) bis zum Rücktritt am 4. April 1870, wirksam am 12. April, war er k.k. Finanzminister im sogenannten Bürgerministerium.
- Karl Distler, k.k. Finanzminister vom 12. April 1870 bis 5. Mai 1870
- Ludwig von Holzgethan (1800–1876), k.k. Finanzminister vom 5. Mai 1870 bis 15. Jänner 1872
- Sisinio von Pretis-Cagnodo (1828–1890), wurde am 15. Jänner 1872 vom Kaiser an Stelle von Ludwig von Holzgethan, der das Amt des Reichsfinanzministers übertragen erhielt, als k.k. Finanzminister in die von Adolf von Auersperg geleitete Regierung berufen und trat mit dem Ministerium Stremayr am 12. August 1879 ab
- Emil Chertek (1833–1922), k.k. Finanzminister vom 12. August 1879 bis 16. Februar 1880 im Ministerium Taaffe II
- Adolf Kriegs-Au (1819–1884), k. k. Finanzminister vom 16. Februar 1880 bis 26. Juni 1880 im Ministerium Taaffe II
- Julian von Dunajewski, k. k. Finanzminister vom 26. Juni 1880 bis 2. Februar 1891 im Ministerium Taaffe II
- Emil Steinbach (1846–1907), k.k. Finanzminister vom 2. Februar 1891 bis 11. November 1893 im Ministerium Taaffe II
- Ernst von Plener (1841–1923), k.k. Finanzminister vom 11. November 1893 bis 19. Juni 1895
- Eugen Böhm von Bawerk (1851–1914), k.k. Finanzminister vom 19. Juni 1895 bis 30. September 1895
- Leon Biliński (1846–1923), k.k. Finanzminister ab 30. September 1895, bis 17. Jänner 1896 mit den Agenden eines Ministers für Galizien
- Eugen Böhm von Bawerk (1851–1914), k.k. Finanzminister vom 30. November 1897 bis 5. März 1898
- Josef Kaizl (1854–1901), k.k. Finanzminister vom 5. März 1898 bis 2. Oktober 1899
- Seweryn Kniaziołucki (1853–1913), beauftragt zur Leitung des Ministeriums vom 2. Oktober 1899 bis 21. Dezember 1899
- Adolf von Jorkasch-Koch (1848–1909), beauftragt zur Leitung vom 21. Dezember 1899 bis 18. Jänner 1900
- Eugen Böhm von Bawerk (1851–1914), k.k. Finanzminister vom 18. Jänner 1900 bis 26. Oktober 1904
- Mansuet Kosel (1856–1919), k.k. Finanzminister vom 26. Oktober 1904 bis 2. Juni 1906
- Witold von Korytowski (1850–1923), k.k. Finanzminister vom 2. Juni 1906 vom 15. November 1908
- Adolf von Jorkasch-Koch (1860–1919), beauftragt zur Leitung des Ministeriums vom 15. November 1908 bis 10. Februar 1909
- Leon von Biliński  (1846–1923), k.k. Finanzminister vom 10. Februar 1909 bis 9. Jänner 1911
- Robert Meyer (1855–1914), k.k. Finanzminister vom 9. Jänner 1911 bis 20. November 1911
- Wenzel Graf von Zaleski (1868–1913), k.k. Finanzminister vom ab 20. November 1911
- August Freiherr Engel von Mainfelden (1855–1941), k.k. Finanzminister ab 9. Oktober 1913
- Karl Ritter von Leth  (1860–1930), k.k. Finanzminister ab 1. Dezember 1915
- Karl Marek (1860–1923), k.k. Finanzminister vom 31. Oktober 1916 bis 20. Dezember 1916
- Alexander von Spitzmüller (1862–1953), k.k. Finanzminister ab dem 20. Dezember 1916 bis zum 23. Juni 1917. Nachdem Franz Joseph am 21. November starb, wechselte sein Nachfolger Karl I. die „ererbte“ Regierung. Von 7. September bis 4. November 1918 übte Spitzmüller als letzter Träger dieser Funktion das Amt des gemeinsamen Finanzministers der Doppelmonarchie aus.
- Ferdinand von Wimmer (1860–1919), bis 30. August 1917 mit der Leitung betraut, k.k. Finanzminister vom 25. Juli 1918 bis 27. Oktober 1918
- Josef Redlich (1869–1936), war der letzte von Kaiser Karl I. bestellte Finanzminister der österreichischen Länder (Cisleithanien).  Am 11. November 1918 enthob der Kaiser das „Liquidationsministerium“ (wie die Regierung von der Presse bezeichnet wurde) unter Heinrich Lammasch seines Amtes.

## Nachfolge
In den abgefallenen Teilen des sich auflösenden Staates übernahmen Politiker der jeweiligen Mehrheitsnation die Regierung von den k.k. Statthaltern und den Landesausschüssen der Kronländer. So entstanden Finanzministerien in der Tschechoslowakei und der Republik Polen, die teilweise Strukturen des k.k. Finanzministeriums übernahmen. Für Deutschösterreich bestand 1918–1920 das Staatsamt für Finanzen, das im Bundesministerium für Finanzen aufging.